# Metin Oktay
Metin Oktay (* 2. Februar 1936 in İzmir; † 13. September 1991 in Istanbul) war ein türkischer Fußballspieler.
Mit 217 Toren ist der „Taçsız Kral“ (König ohne Krone) viertbester Torschütze der Süper Lig. Als Spieler von Galatasaray Istanbul (1955 bis 1961 und 1962 bis 1969) gewann Oktay zwei türkische Meisterschaften und viermal den türkischen Pokal. Im Verlauf seiner Karriere wurde Oktay sechsmal Torschützenkönig der Süper Lig.
Er wird sowohl von Galatasaray-Anhängern als auch von vielen anderen Fußballfans in der Türkei als der beste Stürmer in der Geschichte des türkischen Fußballs bezeichnet und gehört zum Kreis der Spieler, welche die Vereinsgeschichte von Galatasaray geprägt haben.
Oktay gilt zudem in der Türkei als Held der linken Bewegung, da er sich öffentlich zur türkischen Arbeiterpartei bekannte und gegen die Verhängung der Todesstrafe an Deniz Gezmiş Unterschriften sammelte.

## Ausbildung und Familie
Metin Oktay war das neunte Kind der Familie Oktay. Fünf seiner insgesamt acht älteren Geschwister verstarben frühzeitig. Er besuchte während seiner Schulzeit die İzmir İnönü Lisesi und setzte seine schulische Ausbildung an der Mithatpaşa Erkek Sanat Enstitüsü im Fachbereich Inneneinrichtung fort.

## Karriere als Spieler

### Juniorenzeit
Oktay begann seine Karriere 1952 in Izmir in der Jugend von Damlacıkspor. 1953 einigte sich der junge Stürmer mit Adnan Süvari, welcher als Spielertrainer bei Yün Mensucat tätig war und wechselte dorthin. Oktay wurde zudem in die Jugendauswahl der Türkei berufen und weckte das Interesse von Beşiktaş Istanbul und Adalet. Es kam zu Gesprächen zwischen Spieler und Verein, jedoch erzielten beide Vereine keine Einigung mit Oktay. Ein Jahr später wechselte Oktay zu İzmirspor und unterschrieb seinen ersten professionellen Vertrag.

### İzmirspor
Im Trikot von İzmirspor spielte Metin Oktay während der Saison 1954/55 in der İzmir Profesyonel Ligi. Er gewann mit seinen Teamkollegen die Stadtmeisterschaft, er selbst erzielte in 18 Ligaspielen 17 Tore und wurde Torschützenkönig. Gündüz Kılıç, damaliger Cheftrainer von Galatasaray Istanbul beobachtete Oktay und lud ihm zum Probetraining. Am 7. Mai 1955 kam der Stürmer zum ersten Mal im Gelb-Roten-Trikot zum Einsatz. Galatasaray spielte im Atatürk Kupası gegen Beşiktaş. Am 1. Juli 1955 unterschrieb Oktay einen Fünfjahresvertrag bei Galatasaray Istanbul.

### Galatasaray Istanbul

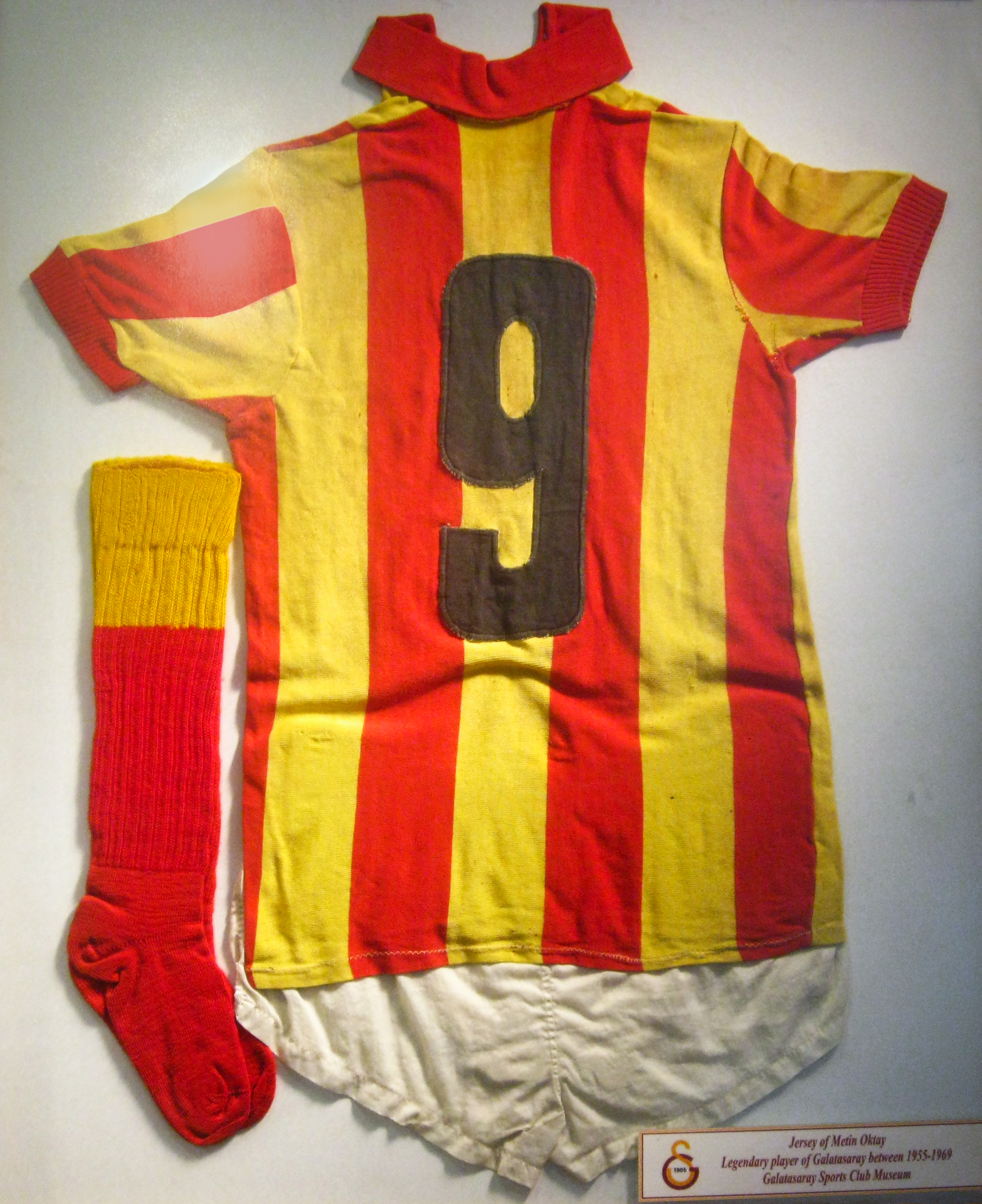
Das Trikot von Metin Oktay ausgestellt im Galatasaray-Museum.

Sein erstes Spiel als Spieler von Galatasaray Istanbul erfolgte am 28. August 1955 im Freundschaftsspiel gegen Beyoğluspor, welches 3:0 zugunsten für die Gelb-Roten ausging. In dieser Partie erzielte Oktay sein erstes Tor für Galatasaray. Zwei Monate später folgte sein erstes offizielles Spiel in der İstanbul Profesyonel Ligi gegen Istanbulspor. Die Begegnung gewann Gala mit 3:0, Metin Oktay erzielte das dritte Tor. Die Saison 1955/56 beendete Oktay mit seinen Teamkollegen auf dem 1. Platz und wurden Stadtmeister. Er selbst erzielte 17 Tore in 19 Spielen und wurde Torschützenkönig. Mit dem Meistertitel qualifizierte sich Galatasaray als erste türkische Mannschaft für den Europapokal der Landesmeister.
In der Vorrunde traf Galatasaray auf Dinamo Bukarest. Das Hinspiel in Rumänien verloren die Türken mit 3:1, das erste Europapokaltor der türkischen Fußballgeschichte erzielte Metin Oktay in der 77. Spielminute. Im Rückspiel gewann Gala durch Tore von Kadri Aytaç und Oktay mit 2:1, schied jedoch vorzeitig aus. Am 19. Spieltag der Spielzeit 1956/57 erzielte Metin Oktay beim 6:1-Heimsieg gegen Kasımpaşa Istanbul zum ersten Mal in seiner Karriere vier Tore in einem Spiel. Mit 17 Toren wurde der Stürmer, am Ende der Saison zum zweiten Mal Torschützenkönig der İstanbul Profesyonel Ligi.
In der nächsten Saison spielte Galatasaray Istanbul im Federasyon Kupası in der 2. Runde der Vorrunde gegen Anadolu. Metin Oktay traf in dieser Begegnung fünfmal. Die Partie endete 10:0 für die Gelb-Roten. In der Federasyon Kupası erzielten Metin Oktay und Lefter Küçükandonyadis (Stürmer von Fenerbahçe Istanbul), jeweils zehn Tore, welches die beste Leistung war. Im dritten Jahr in Folge wurde Oktay Torschützenkönig der İstanbul Profesyonel Ligi, außerdem wurde er mit Galatasaray zum zweiten Mal Stadtmeister.
Die İstanbul Profesyonel Ligi wurde mit der Saison 1958/59 zum letzten Mal ausgetragen. Metin Oktay erzielte 22 Tore und wurde Torschützenkönig. In vier Spielzeiten der İstanbul Profesyonel Ligi erzielte Metin Oktay in 66 Ligaspielen 77 Tore. 1959 führte der türkische Fußballverband die nationale Meisterschaft Millî Lig ein. Im ersten Ligaspiel der Vereinsgeschichte gewann Galatasaray gegen Ankara Demirspor 2:0, beide Tore erfolgten durch Metin Oktay. Die Liga war damals in zwei Gruppen (Rot und Weiß) mit jeweils acht Mannschaften geteilt. Die Mannschaften auf dem 1. Tabellenplatz beider Gruppen qualifizierten sich für das Finale. Im Finale gab es ein Hin- und Rückspiel. Galatasaray beendete als Tabellenerster die Gruppe Rot. Tabellenerster der Gruppe Weiß und somit Gegner im Meisterschaftsfinale wurde Stadtrivale Fenerbahçe. Das Hinspiel im Mithatpaşa Stadyumu begann für Oktay in der 13. Spielminute mit einem Platzverweis. Die Entscheidung vom jugoslawischen Schiedsrichter Marković führte auf dem Spielfeld zwischen beiden Mannschaften zu einer Auseinandersetzung. Marković nahm seine Entscheidung zurück und Oktay durfte am Spiel weiter teilnehmen.
In der 39. Spielminute erlief Metin Oktay einen langen Ball. Er versuchte mit dem Ball an zwei Gegenspieler vorbei zu laufen, wurde dabei immer mehr nach links abgedrängt, sodass der Winkel zum Tor recht spitz war, als er freie Bahn zum Torschuss hatte. Mit dem linken Fuß zog er ab und traf mit einem Schrägschuss in das lange Eck, wo der Ball im Winkel einschlug und durch das Netz hindurchflog. Galatasaray gewann das Hinspiel mit 1:0. Das Rückspiel gewann Fenerbahçe 4:0 und wurde erster türkischer Meister. Metin Oktay wurde mit elf Toren der erste Torschützenkönig der neu eingeführten Liga.
Die Spielzeit 1959/60 endete für Gala auf dem 3. Tabellenplatz. Oktay wurde zum zweiten Mal Torschützenkönig der Millî Lig, in 33 Ligaspielen erzielte der Stürmer 33 Tore. Am 15. September 1960 wurde Metin Oktay verhaftet. Der Stürmer hatte acht Tage seines Wehrdienstes früher beendet als erlaubt und wurde deswegen zu einer Haftstrafe von 45 Tagen verurteilt. Er wurde am 28. Oktober entlassen und erzielte einen Tag später gegen Fatih Karagümrük SK zwei Tore. Beim 5:0-Sieg gegen Fenerbahçe erzielte Metin Oktay vier Tore. Er war nach Celal İbrahim und Zeki Rıza Sporel der dritte Spieler, dem diese Leistung gelang. Die Meisterschaft beendete Oktay mit Galatasaray als Vizemeister hinter Fenerbahçe Istanbul. Mit 36 Toren wurde der Stürmer der Gelb-Roten zum dritten Mal in Folge Torschützenkönig.

### US Palermo
Am 10. Juli 1961 wechselte Metin Oktay nach Italien zum Erstliga-Aufsteiger US Palermo und unterschrieb einen Zweijahresvertrag. Sein Cheftrainer war Leandro Remondini, beide kannten sich bereits aus der gemeinsamen Zeit bei Galatasaray Istanbul (1959/60). Darüber hinaus war Oktay nach Şükrü Gülesin, Bülent Esel, Bülent Eken und Lefter Küçükandonyadis der fünfte Spieler, welcher aus der 1. Lig in die italienische Serie A wechselte. Sein Debüt für Palermo war am 13. August 1961. Im Vorbereitungsspiel gegen Sporting Lissabon gewann US Palermo 2:0, Doppeltorschütze war Metin Oktay. Das erste Spiel in der Serie A war am 3. September gegen SPAL Ferrara. Das Spiel verlor Palermo 1:3, das einzige Tor für Palermo machte Oktay in der 59. Spielminute. Metin Oktay kam in der Saison 1961/62 zu 12 Ligaeinsätzen und erzielte dabei drei Tore.

### Rückkehr zu Galatasaray

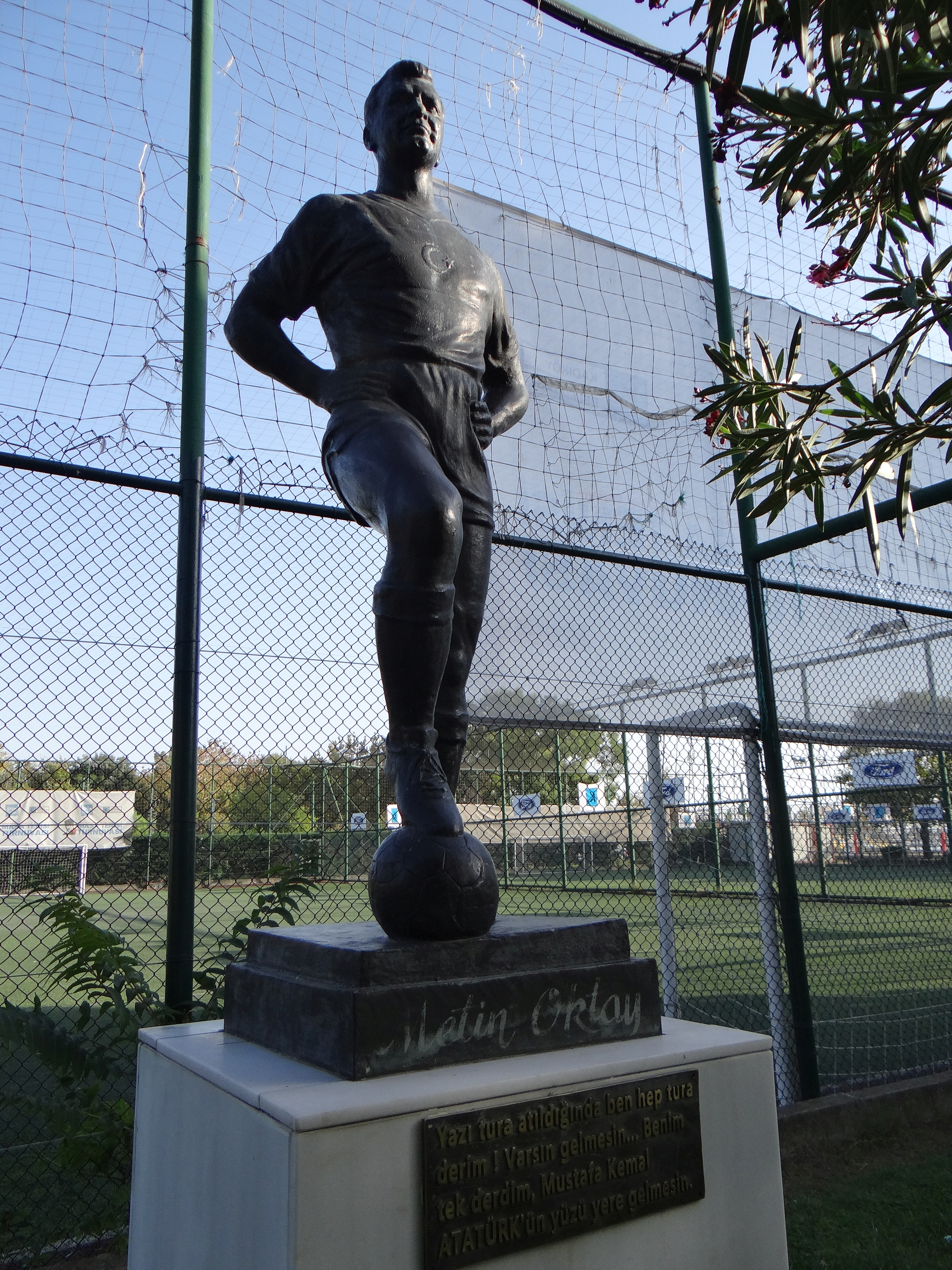
Eine Statue von Metin Oktay im Kadıköy Kalamış Park in Istanbul.

Vor Beginn der Saison 1962/63 kehrte Metin Oktay zu Galatasaray zurück und unterzeichnete am 25. Juli einen Zweijahresvertrag. Als amtierender Meister nahmen die Gelb-Roten am Europapokal der Landesmeister teil und begegneten in der Vorrunde auf Dinamo Bukarest. Im Hinspiel gelang Galatasaray auswärts ein 1:1-Unentschieden, Metin Oktay traf in der 53. Spielminute zur Führung. Das Rückspiel gewannen die Türken mit 3:0 und zogen eine Runde weiter. Oktay traf per Elfmeter zum 1:0. In der 1. Runde traf Galatasaray auf Polonia Bytom. Im Hinspiel gewann Galatasaray mit 4:1, drei der vier Tore erzielte Oktay. Trotz einer 1:0-Niederlage kam Gala eine Runde weiter. Im Viertelfinale war gegen den späteren Pokalgewinner AC Mailand der Europapokal zu Ende.
In der türkischen Liga hingegen, gab es in dieser Spielzeit ein neues Liga-System. 22 Mannschaften wurden in zwei Gruppen geteilt. Die ersten sechs Mannschaften beider Gruppen qualifizierten sich für die Finalrunde. Dadurch erhöhte sich die Anzahl der Spieltage und Oktay kam auf 26 Ligaeinsätze und erzielte 38 Tore. Wie in den Jahren zuvor wurde er Torschützenkönig. Der Torrekord von 38 Treffern wurde 25 Jahre später von Tanju Çolak gebrochen. Çolak erzielte ebenfalls im Galatasaray-Trikot 39 Tore. Oktay wurde am Ende der Saison 1962/63 zum ersten Mal türkischer Meister und Pokalsieger.
Die Meisterschaft konnte in der Spielzeit 1963/64 nicht erneut gewonnen werden, jedoch der türkische Pokal. Zum ersten Mal in seiner Karriere wurde Oktay, während seiner Karriere in der Türkei, am Ende der Saison nicht Torschützenkönig. Das gelang mit 19 Toren Güven Önüt. Eine Saison später folgte erneut der Gewinn des nationalen Pokals und der Titel des besten Torjägers. In seiner letzten Saison als aktiver Spieler wurde Metin Oktay zum letzten Mal Meister und Torschützenkönig.
Zu seinem Abschied wurde am 23. August 1969 ein Spiel mit Fenerbahçe Istanbul ausgetragen. Während des Spiels tauschte er mit dem Kapitän von Fenerbahçe, Can Bartu, die Trikots. Für einige Minuten spielte Oktay in den Farben des Rivalen.

### In der Nationalmannschaft
Seinen ersten Einsatz im Rot-Weißen-Trikot hatte Oktay in der U-18-Nationalmannschaft gegen Belgien am 11. April 1954. Die türkischen Junioren gewannen in Leverkusen mit 4:0. Das erste Länderspiel und gleichzeitig erste Tor für die Nationalelf erfolgte am 18. Dezember 1955 gegen Portugal. Metin Oktay spielte in 13 Jahren für die Türkei 36 Länderspiele und erzielte 19 Tore. Mit dieser Anzahl an Tore ist er gemeinsam mit Nihat Kahveci und Cemil Turan fünftbester Spieler der türkischen Nationalmannschaft.

## Trainerkarriere
Kurz nach seinem Karriereende wurde er Co-Trainer von Tomislav Kaloperović. Kaloperović wurde nach der Saison 1969/70 von Galatasaray entlassen und Oktay musste ebenfalls den Verein verlassen. Beide arbeiteten 1972 erneut gemeinsam für Bursaspor. Nachdem der jugoslawische Cheftrainer nach einer 1:0-Niederlage gegen Giresunspor zurückgetreten war, wurde Oktay zum Cheftrainer befördert. Die Spielzeit beendete Bursaspor auf dem 10. Platz. Am 4. Dezember 1973 trennten sich die Wege von Oktay und Bursaspor.
Nach seiner kurzen Trainerkarriere arbeitete Metin Oktay nacheinander für die Zeitungen Tercüman, Güneş und Milliyet.

## Filmografie
- 1959: Gönül Kimi Severse
- 1965: Taçsız Kral

## Privatleben
Im Januar 1959 heiratete Metin Oktay in Izmir Oya Sarı. Im selben Jahr trennte sich das Ehepaar. Der Grund war, dass Oktay ein Angebot von İzmirspor ablehnte und bei Galatasaray blieb. Seine zweite Ehe folgte mit Servet Kardıçalı. Am 9. Februar 1966 wurde Oktay zum ersten Mal Vater, seine neugeborene Tochter mit dem Namen Zeynep verstarb einige Stunden nach der Geburt. Das Paar adoptierte später einen Jungen mit dem Namen Rıfat Halil Pala.

## Tod

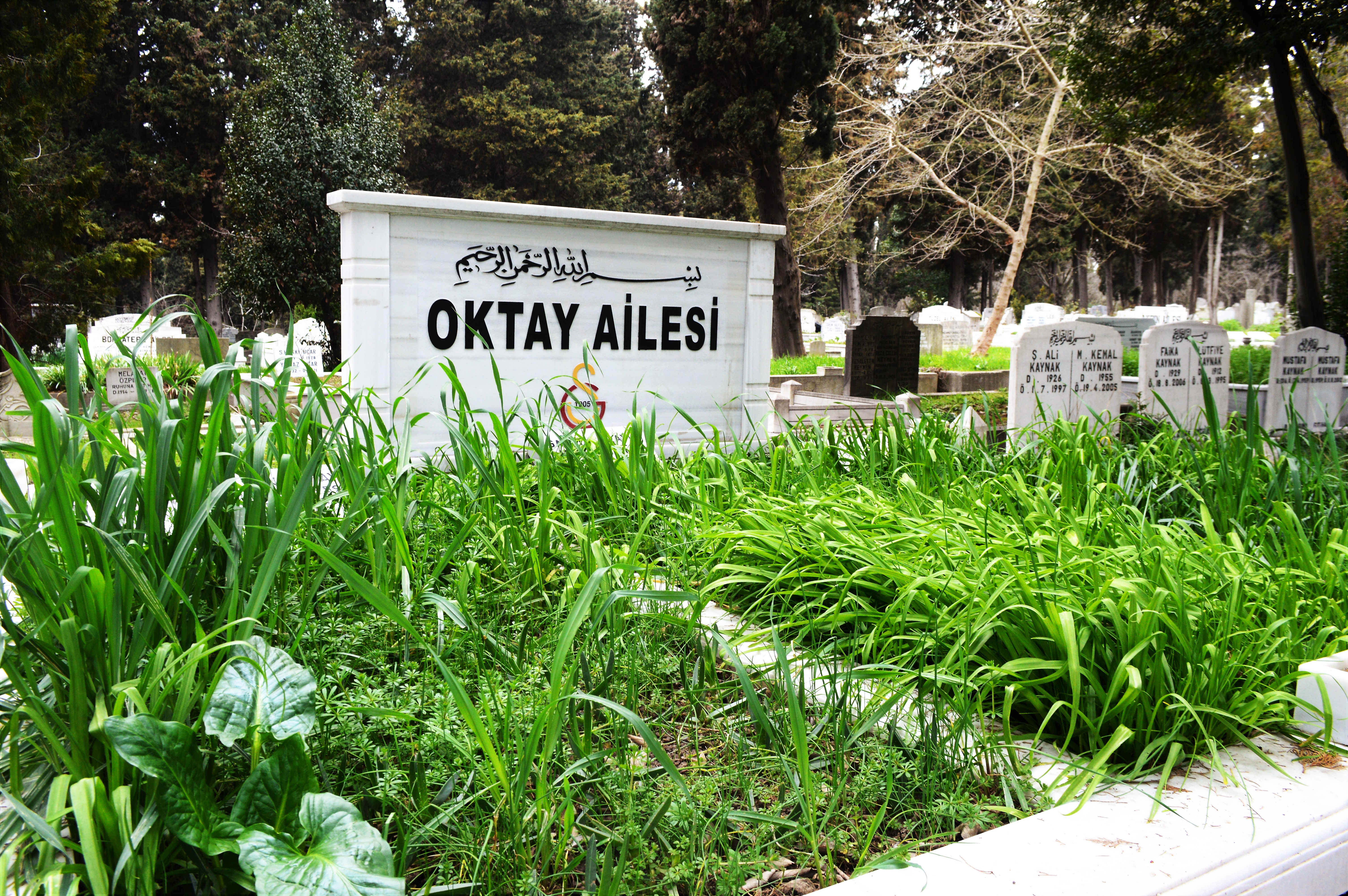
Metin Oktays Grab auf dem Kozlu-Friedhof in Istanbul

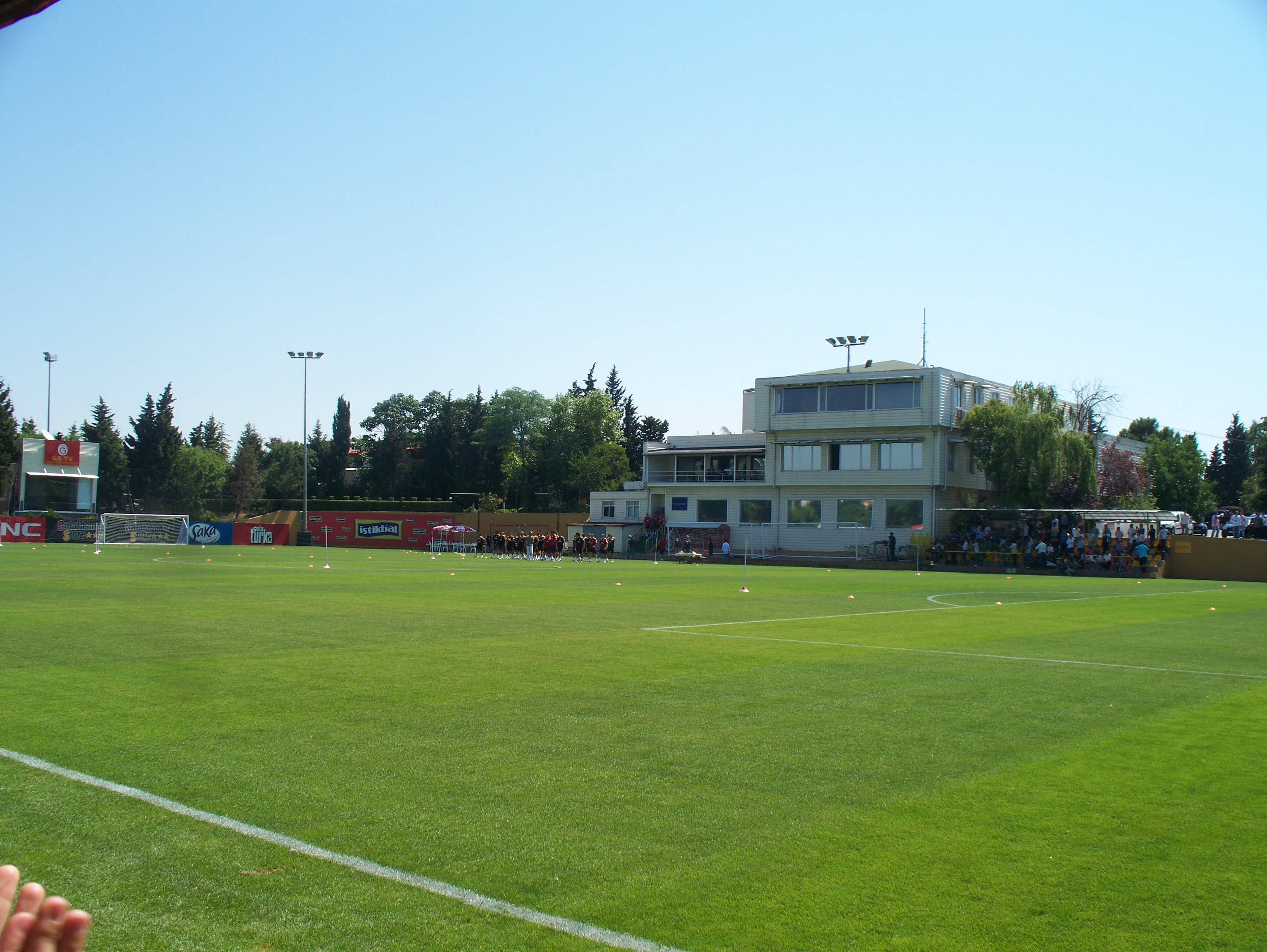
Ein Teil des Trainingsgeländes

Am 13. September 1991 verunglückte Metin Oktay morgens gegen 4:15 Uhr an der Ausfahrt der Bosporus-Brücke. Der ehemalige Stürmer verstarb später im Haydarpaşa Numune Krankenhaus, an inneren Blutungen. Es fanden im Ali Sami Yen Stadyumu und vor dem Gebäude der Zeitung Milliyet eine Trauerandacht statt. Als Andenken an den Stürmer wurde das Trainingsgelände von Galatasaray Istanbul in Florya (Istanbul) nach ihm benannt und heißt seit dem Florya Metin Oktay Tesisleri.

## Karrierestatistik
| Verein               | Liga                      | Saison          | Liga   | Liga | Nat. Pokal | Nat. Pokal | Europapokal | Europapokal | Andere | Andere | Gesamt | Gesamt |
| Verein               | Liga                      | Saison          | Spiele | Tore | Spiele     | Tore       | Spiele      | Tore        | Spiele | Tore   | Spiele | Tore   |
| -------------------- | ------------------------- | --------------- | ------ | ---- | ---------- | ---------- | ----------- | ----------- | ------ | ------ | ------ | ------ |
| Izmirspor            | Izmir Profesyonel Ligi    | 1954/55         | 18     | 17   | -          | -          | -           | -           | -      | -      | 18     | 17     |
| Gesamt               | Gesamt                    | Gesamt          | 18     | 17   | -          | -          | -           | -           | -      | -      | 18     | 17     |
| Galatasaray Istanbul | İstanbul Profesyonel Ligi | 1955/56         | 17     | 19   | -          | -          | -           | -           | -      | -      | 17     | 19     |
| Galatasaray Istanbul | İstanbul Profesyonel Ligi | 1956/57         | 16     | 17   | 11 1       | 7          | 2           | 2           | -      | -      | 29     | 26     |
| Galatasaray Istanbul | İstanbul Profesyonel Ligi | 1957/58         | 17     | 19   | 9 1        | 10         | -           | -           | -      | -      | 26     | 29     |
| Galatasaray Istanbul | İstanbul Profesyonel Ligi | 1958/59         | 16     | 22   | -          | -          | -           | -           | -      | -      | 16     | 22     |
| Galatasaray Istanbul | Millî Lig                 | 1959            | 15     | 11   | -          | -          | -           | -           | -      | -      | 15     | 11     |
| Galatasaray Istanbul | Millî Lig                 | 1959/60         | 33     | 33   | -          | -          | -           | -           | -      | -      | 33     | 33     |
| Galatasaray Istanbul | Millî Lig                 | 1960/61         | 30     | 36   | -          | -          | -           | -           | -      | -      | 30     | 36     |
| Gesamt               | Gesamt                    | Gesamt          | 144    | 157  | 20         | 17         | 2           | 2           | -      | -      | 166    | 176    |
| US Palermo           | Serie A                   | 1961/62         | 12     | 3    | -          | -          | -           | -           | -      | -      | 12     | 3      |
| Gesamt               | Gesamt                    | Gesamt          | 12     | 3    | -          | -          | -           | -           | -      | -      | 12     | 3      |
| Galatasaray Istanbul | 1. Lig                    | 1962/63         | 26     | 38   | 7          | 4          | 6           | 5           | -      | -      | 39     | 47     |
| Galatasaray Istanbul | 1. Lig                    | 1963/64         | 32     | 18   | 6          | 7          | 5           | 5           | -      | -      | 43     | 30     |
| Galatasaray Istanbul | 1. Lig                    | 1964/65         | 22     | 17   | 6          | 3          | 6           | 3           | -      | -      | 34     | 23     |
| Galatasaray Istanbul | 1. Lig                    | 1965/66         | 26     | 19   | 5          | 1          | 1           | 0           | -      | -      | 32     | 20     |
| Galatasaray Istanbul | 1. Lig                    | 1966/67         | 17     | 10   | 1          | 0          | 0           | 0           | 1      | 0      | 19     | 10     |
| Galatasaray Istanbul | 1. Lig                    | 1967/68         | 27     | 18   | 6          | 3          | –           | –           | -      | -      | 33     | 21     |
| Galatasaray Istanbul | 1. Lig                    | 1968/69         | 30     | 17   | 7          | 4          | -           | -           | -      | -      | 37     | 21     |
| Gesamt               | Gesamt                    | Gesamt          | 180    | 137  | 38         | 22         | 18          | 13          | 1      | 0      | 237    | 172    |
| Karriere Gesamt      | Karriere Gesamt           | Karriere Gesamt | 354    | 314  | 58         | 39         | 20          | 15          | 1      | 0      | 433    | 368    |

## Erfolge
1963 wurde Metin Oktay als erster türkischer Fußballspieler für den Ballon d’Or nominiert und erhielt eine Stimme.
Izmirspor
- Izmir Profesyonel Ligi: 1955

Galatasaray Istanbul
- İstanbul Profesyonel Ligi: 1956, 1958
- Türkischer Fußballmeister: 1963, 1969
- Türkischer Pokalsieger: 1963, 1964, 1965, 1966
- Cumhurbaşkanlığı Kupası: 1966, 1969

Individuell
- Torschützenkönig der Izmir Profesyonel Ligi: 1955
- Torschützenkönig der İstanbul Profesyonel Ligi: 1956, 1957 1958, 1959
- Torschützenkönig der Süper Lig: 1959, 1960, 1961, 1963, 1965, 1969
- Torschützenkönig der Türkiye Kupası: 1964, 1965

### Auszeichnungen
- Vom Türkischen Sportjournalisten-Verein wurde Oktay 1986 in die beste Elf der letzten 25 Jahre im türkischen Fußball gewählt.[18]